# بيرسي دوسن
بيرسي دوسن (بالإنجليزية: Percy Dawson)‏ هو كاتب عدل ‏ ومحامي أسترالي، ولد في 1865 في كوما في أستراليا، وتوفي في 1916 في Wahroonga ‏ في أستراليا.